# Danh sách cầu thủ tham dự Cúp bóng đá Trung Mỹ 2001
Đây là danh sách các đội hình tham dự Cúp bóng đá Trung Mỹ 2001 ở Honduras, từ 23 tháng 5 đến 3 tháng 6 năm 2001.

## Bảng A

### El Salvador
Huấn luyện viên:  Carlos Humberto Recinos
| Số | Vt | Cầu thủ               | Ngày sinh (tuổi) | Số trận | Câu lạc bộ            |
| -- | -- | --------------------- | ---------------- | ------- | --------------------- |
| 22 | TM | Juan José Gómez       |                  |         | C.D. Águila           |
| 25 | TM | Miguel Montes         |                  |         | AD El Transito        |
| 2  | HV | William Osorio        |                  |         | Club Deportivo FAS    |
| 17 | HV | Jorge Rodríguez       |                  |         | Dallas Burn           |
| 6  | HV | Jaime Vladimir Cubías |                  |         | C.D. Luis Ángel Firpo |
| 5  | HV | Víctor Velásquez      |                  |         | C.D. Dragón           |
| 19 | HV | Elmer Martínez        |                  |         | Municipal Limeño      |
| 4  | HV | Marvín Benítez        |                  |         | Municipal Limeño      |
| 13 | HV | Deris Umanzor         |                  |         | Municipal Limeño      |
| 20 | TV | Guillermo García      |                  |         | C.D. Luis Ángel Firpo |
| 15 | TV | Rafael Barrientos     |                  |         | C.D. Luis Ángel Firpo |
| 5  | TV | Héctor Aaron Canjura  |                  |         | C.D. Luis Ángel Firpo |
|    | HV | René Galan            |                  |         | Municipal Limeño      |
| 14 | TĐ | Rudy Corrales         | November 6, 1979 |         | Municipal Limeño      |
| 8  | TĐ | Santos Cabrera        |                  |         | C.D. Luis Ángel Firpo |
| 18 | TĐ | Fredy Gonzalez Vichez |                  |         | C.D. Luis Ángel Firpo |
|    | TĐ | Josué Galdámez        |                  |         | Municipal Limeño      |
|    | TĐ | Diego Mejía           |                  |         | Alianza F.C.          |
|    | TĐ | Francisco Ramírez     |                  |         | Club Deportivo FAS    |

### Honduras
Huấn luyện viên:  Ramón Maradiaga
| Số | Vt | Cầu thủ             | Ngày sinh (tuổi)  | Số trận | Câu lạc bộ              |
| -- | -- | ------------------- | ----------------- | ------- | ----------------------- |
| 1  | TM | Junior Morales      | 1978-03-04        |         | Real C.D. España        |
| 2  | HV | Iván Guerrero       | November 30, 1977 |         | Coventry City           |
| 3  | HV | Rony Morales        | 1978-06-08        |         | Club Deportivo Platense |
| 4  | HV | Júnior Izaguirre    | August 12, 1979   |         | Club Deportivo Motagua  |
| 5  | HV | José Luis Lopez     | 1973-03-13        |         | Real C.D. España        |
| 6  | HV | Mauricio Sabillon   | November 11, 1978 |         | Club Deportivo Marathón |
| 7  | TĐ | Marlon Hernández    | 1972-06-25        |         | Club Deportivo Olimpia  |
| 8  | HV | Jaime Rosales       | June 8, 1978      |         | Club Deportivo Motagua  |
| 9  | TĐ | Carlos Pavón        | October 9, 1973   |         | Monarcas Morelia        |
| 10 | TV | Edgar Álvarez       | January 18, 1980  |         | Club Deportivo Platense |
| 11 | TĐ | Milton Núñez        | November 30, 1972 |         | Sunderland F.C.         |
| 12 | TM | Hugo Caballero      | 1974-11-14        |         | Club Deportivo Motagua  |
| 15 | TV | Ricky García        | 1971-07-27        |         | Club Deportivo Victoria |
| 16 | TV | Marco Antonio Mejia | 1975-03-26        |         | Club Deportivo Platense |
| 17 | TĐ | Narciso Fernandez   | 1978-11-05        |         | Club Deportivo Marathón |
| 18 | TĐ | Jairo Martínez      | May 14, 1979      |         | Coventry City           |
| 19 | HV | Danilo Turcios      | May 8, 1978       |         | Universidad NAH         |
| 20 | TV | Amado Guevara       | May 2, 1976       |         | Toros Neza              |
| 22 | TĐ | Juan Manuel Cárcamo | 1974-05-22        |         | SV Wüstenrot Salzburg   |
| 24 | TV | Julio César León    |                   |         | Club Deportivo Olimpia  |
| 25 | HV | Héctor Gutierrez    |                   |         | Real C.D. España        |

### Nicaragua
Huấn luyện viên:  Mauricio Cruz
| Số | Vt | Cầu thủ             | Ngày sinh (tuổi) | Số trận | Câu lạc bộ                |
| -- | -- | ------------------- | ---------------- | ------- | ------------------------- |
|    | TM | Carlos Mendieta     |                  |         | Diriangén FC              |
|    | TM | Ricardo Sujo        |                  |         | Parmalat                  |
|    | HV | Carlos Alonso       |                  |         | Parmalat                  |
|    | HV | David Solórzano     |                  |         | Diriangén FC              |
|    | HV | Elmer Bayadares     |                  |         | Deportivo Walter Ferretti |
|    | HV | Jesús Solórzano     |                  |         | Diriangén FC              |
|    | HV | Winston Santos      |                  |         |                           |
|    | HV | Jaime Ruíz          |                  |         | Deportivo Jalapa          |
|    | TV | José Maria Bermúdez |                  |         | Diriangén FC              |
|    | TV | Mario Morales       |                  |         | Real Madriz               |
|    | TV | Emilio Palacios     |                  |         | Diriangén FC              |
|    | TV | Sergio Molina       |                  |         | Diriangén FC              |
|    | HV | Clarence Martínez   |                  |         | Deportivo Walter Ferretti |
|    | TV | Hamilton West       |                  |         | Guanacaste                |
|    | TV | Samuel Wilson       |                  |         | Chinandega                |
|    | TV | Ramon Castellán     |                  |         | Chinandega                |
|    | TĐ | Carlos Novoa        |                  |         | Diriangén FC              |
|    | TĐ | Rudel Calero        |                  |         | Deportivo Bluefields      |
|    | TĐ | Wilber Sánchez      |                  |         | Barrio Cuba Inter         |
|    | TĐ | Víctor Webster      |                  |         | AD Limonense              |

### Panama
Huấn luyện viên:  Mihai Stoichiţă
| Số | Vt | Cầu thủ              | Ngày sinh (tuổi)  | Số trận | Câu lạc bộ              |
| -- | -- | -------------------- | ----------------- | ------- | ----------------------- |
|    | TM | Ricardo James        | May 7, 1966       |         | Club Deportivo Platense |
|    | TM | Donaldo González     |                   |         | Club Deportivo Olimpia  |
|    | HV | Clovis Vergara       |                   |         | Sporting '89            |
|    | HV | Marío Mendez         |                   |         | Tauro F.C.              |
|    | HV | Gilberto Walter      |                   |         | Panamá Viejo F.C.       |
|    | HV | Ubaldo Guardia       |                   |         | Tauro F.C.              |
|    | HV | Felipe Baloy         | February 24, 1981 |         | Envigado Fútbol Club    |
|    | HV | Roberto Correa       |                   |         | San Francisco F.C.      |
|    | HV | José Anthony Torres  |                   |         | Club Deportivo Platense |
|    | TV | Juan Carlos Cubillas |                   |         | Tauro F.C.              |
|    | TV | Ángel Luís Rodríguez |                   |         | Tauro F.C.              |
|    | TV | Alberto Blanco       | January 8, 1978   |         | San Francisco F.C.      |
|    | HV | Blas Pérez           | March 13, 1981    |         | CD Árabe Unido          |
|    | TĐ | Luis Parra           |                   |         | Tauro F.C.              |
|    | TĐ | Neftali Díaz         |                   |         | Atlético Nacional       |
|    | TĐ | Roberto Brown        | July 15, 1977     |         | Sporting '89            |
|    | TĐ | Anel Canales         |                   |         | Panamá Viejo F.C.       |
|    | TĐ | Julio Dely Valdés    | March 12, 1967    |         | Málaga CF               |
|    | TĐ | Jorge Dely Valdés    | March 12, 1967    |         | Omiya Ardija            |

## Bảng B

### Belize
Huấn luyện viên:  Leroy Sherrier Lewis
| Số | Vt | Cầu thủ            | Ngày sinh (tuổi) | Số trận | Câu lạc bộ                |
| -- | -- | ------------------ | ---------------- | ------- | ------------------------- |
| 1  | TM | Shane Moody-Orio   |                  |         | Builders Hardware Bandits |
| 2  | HV | Nelson Moss        |                  |         | Griga United              |
| 3  | HV | Vallan Symms       |                  |         | Acros Bombers SC          |
| 4  | HV | Orland Lyons       |                  |         | Acros Bombers SC          |
| 5  | HV | René Rodríguez     |                  |         | Sagitun                   |
| 6  | HV | Aaron Nolberto     |                  |         | Griga United              |
| 7  | TV | Mark Leslie        |                  |         | Kulture Yabra FC          |
| 8  | HV | Wílmer García      |                  |         | Sagitun                   |
| 9  | TĐ | Norman Nuñez       |                  |         | Kulture Yabra FC          |
| 10 | TV | Raul Celiz         |                  |         | Sagitun                   |
| 11 | HV | Jermaine Zuñiga    |                  |         | Acros Bombers SC          |
| 12 | TĐ | Dion Fraser        |                  |         | Builders Hardware Bandits |
| 13 | TV | Merlin Teck        |                  |         | Metro Stars               |
| 14 | HV | Edmund Thomas      |                  |         | Juventus FC               |
| 15 | HV | Orlando Reid       |                  |         | Metro Stars               |
| 16 | TĐ | Silvian Lyons      |                  |         | Acros Bombers FC          |
| 17 | HV | Kevin Pelayo       |                  |         | Metro Stars               |
| 18 | TM | Charlie Slusher    |                  |         | Kulture Yabra FC          |
| 19 | TV | Edon Rowley        |                  |         | Kulture Yabra FC          |
| 20 | TM | Giovanni Rodríguez |                  |         | Metro Stars               |

### Costa Rica
Huấn luyện viên:  Alexandre Guimarães
| Số | Vt | Cầu thủ            | Ngày sinh (tuổi) | Số trận | Câu lạc bộ             |
| -- | -- | ------------------ | ---------------- | ------- | ---------------------- |
| 1  | TM | Erick Lonnis       | 1965-09-09       |         | Deportivo Saprissa     |
| 2  | HV | Pablo Chinchilla   | 1978-12-21       |         | LD Alajuelense         |
| 3  | HV | Luis Marín         | 1974-08-10       |         | LD Alajuelense         |
| 4  | HV | Alexander Madrigal | 1972-05-06       |         | CF La Piedad           |
| 5  | TV | Cristian Oviedo    | 1978-08-25       |         | Club Sport Herediano   |
| 6  | HV | Robert Arias       | 1980-03-18       |         | Club Sport Herediano   |
| 7  | TĐ | Rolando Fonseca    | 1974-06-06       |         | Deportivo Saprissa     |
| 8  | TV | Mauricio Solís     | 1972-12-13       |         | LD Alajuelense         |
| 9  | TĐ | Mínor Díaz         | 1980-12-26       |         | Club Sport Herediano   |
| 10 | TĐ | Jafet Soto         | April 11, 1976   |         | Tecos UAG              |
| 12 | HV | Alexander Castro   | 1979-01-01       |         | LD Alajuelense         |
| 13 | TV | Andrés Núñez       | 1976-07-27       |         | Deportivo Saprissa     |
| 14 | TĐ | Luís Martínez      | 1976-02-23       |         | AD San Carlos          |
| 15 | TV | Walter Centeno     | 1974-10-06       |         | Deportivo Saprissa     |
| 16 | TV | José Brenes        | 1979-03-18       |         | C.S. Cartaginés        |
| 17 | HV | Austin Berry       | 1971-04-05       |         | Club Sport Herediano   |
| 18 | TM | Lester Morgan      | 1976-05-02       |         | Club Sport Herediano   |
| 20 | TĐ | William Sunsing    | 1977-05-12       |         | New England Revolution |
| 21 | TV | Wilbert Castro     | 1979-02-01       |         | AD San Carlos          |
| 23 | TM | Ricardo González   | 1974-03-06       |         | LD Alajuelense         |

### Guatemala
Huấn luyện viên:  Julio César Cortes
| Số | Vt | Cầu thủ           | Ngày sinh (tuổi)  | Số trận | Câu lạc bộ       |
| -- | -- | ----------------- | ----------------- | ------- | ---------------- |
| 1  | TM | Danny Ortiz       | July 26, 1976     |         | Deportivo Carchá |
| 2  | HV | Denis Chen        |                   |         | Cobán Imperial   |
| 3  | HV | Erick Miranda     |                   |         | Comunicaciones   |
| 4  | HV | Luis Swisher      |                   |         | Aurora FC        |
| 5  | HV | Gustavo Cabrera   | December 13, 1979 |         | Comunicaciones   |
| 6  | TV | Alvaro Jiménez    |                   |         | Comunicaciones   |
| 7  | TV | Claudio Albizuris |                   |         | CSD Municipal    |
| 8  | TV | Claudio Rojas     |                   |         | Comunicaciones   |
| 9  | TĐ | Mario Acevedo     |                   |         | CSD Municipal    |
| 10 | TĐ | Freddy García     |                   |         | Comunicaciones   |
| 11 | TV | Cristian Flores   |                   |         | Escuintla        |
| 12 | TV | Daniel Pedroza    |                   |         | SL Cotzumalguapa |
| 14 | TV | César Trujillo    |                   |         | Club Xelajú MC   |
| 16 | HV | Israel Donis      |                   |         | CSD Municipal    |
| 17 | TĐ | Dwight Pezzarossi | September 4, 1979 |         | CD Palestino     |
| 18 | TĐ | Walter Estrada    |                   |         | CSD Municipal    |
| 19 | HV | Uwaldo Pérez      |                   |         | CSD Municipal    |
| 20 | TM | Walter Hurtarte   |                   |         | CSD Municipal    |